# Tuzlov

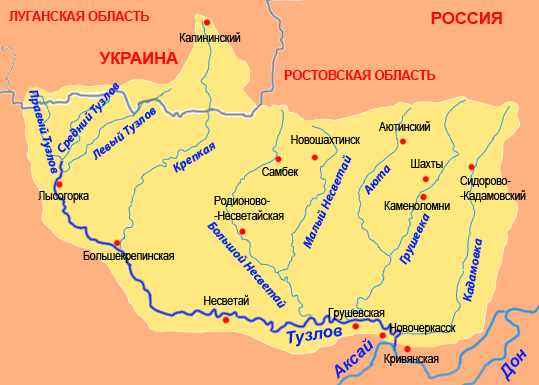
Bacino del Tuzlov

Il Tuzlov (in russo Тузло́в?; nell'alto corso "Tuzlov di sinistra", Левый Тузлов) è un fiume della Russia europea meridionale (oblast' di Rostov), affluente di destra del Don.
Nasce dal versante sudorientale delle alture del Donec, al confine fra la Russia e l'Ucraina; scorre nella parte ovest dell'oblast' di Rostov con direzione dapprima sudorientale, successivamente orientale. Tocca la città di Novočerkassk e, pochi chilometri più a valle sfocia nell'Aksaj, un ramo di destra del basso corso del Don. Il fiume ha una lunghezza di 182 km, l'area del suo bacino è di 4 680 km².
Il Tuzlov è un fiume piuttosto povero di acque, data l'aridità del clima nel suo bacino; la portata media è di poco superiore ai 2 m³/s, con massimi in marzo e aprile che possono superare i 400 e minimi estivi che possono scendere quasi a zero.